# Thucca Terebenthina
Thucca Terebenthina (łac. Thuccensis Terebenthinus) – diecezja historyczna w Cesarstwie rzymskim w prowincji Byzacena, współcześnie w Tunezji. Obecnie katolickie biskupstwo tytularne.

## Biskupi tytularni
| Lp. | Biskup               | Funkcja                                  | Od                | Do               |
| --- | -------------------- | ---------------------------------------- | ----------------- | ---------------- |
| 1   | André Lefèbvre       | emerytowany biskup Kikwit (Zair)         | 29 listopada 1967 | 15 września 1976 |
| 2   | Pío Bello Ricardo    | biskup pomocniczy Los Teques (Wenezuela) | 23 maja 1977      | 31 stycznia 1981 |
| 3   | Luis Sáinz Hinojosa  | biskup pomocniczy Cochabamby (Boliwia)   | 8 maja 1982       | 24 lutego 1987   |
| 4   | Anton Žerdín Bukovec | wikariusz apostolski San Ramón (Peru)    | 19 stycznia 2002  |                  |